# 南澳岛
南澳岛，古稱「錢澳」，又稱淺灣，是位于中国广东省汕头市的海岛，距离汕头市区30余公里，为汕头市最大岛屿，也是中国大陆唯一穿越北回归线的海岛，北濒柘林湾、南濒南海，面积112平方公里，海岸线长达94.3千米，全岛呈葫芦状，东西两部为山丘，中部为冲积平原。南澳岛是粤东著名的滨海旅游胜地，2015年被评为国家AAAA级旅游景区。

## 地理
南澳岛在历史上曾和大陆相连，约1.8万年前，海平面上升，现南澳岛山地与粤、闽山脉之间的低平谷地被海水淹没，形成50米深的海峡，15世纪时发生大地震，现南澳岛北部出现断裂带，地面进一步下沉，使南澳岛地势呈现南陡北缓的状态。
南澳岛东西两部为宽而突起的丘陵，东西长21.5公里，其中东部最宽10.5公里，最高峰为海拔573.3米的果老山，西部最宽5公里，最高峰为海拔584.8米的高嶂岽（大尖山），也是全岛的最高点。中部为狭小的冲积平原，最狭长处仅2.1公里。因海拔落差较大，全岛仅形成十几条山坑涧流，有青澳大坑、深澳大坑、云澳大坑、白牛大坑、羊屿大坑等。岛上人口主要分布在地势相对平坦的“四澳”（云澳、深澳、青澳、隆澳）以内。由于台湾海峡的“喉管效应”以及岛屿自身地形突起造成的动力抬升影响，岛上风力资源十分丰富，有“风县”之称。

## 历史
南澳岛的南澳象山文化遗址，证明新石器时期岛上乃至粤东地区就有人类活动的存在。“南澳”一名始于隋朝，因地处潮州以南之澳而得名，另有一说指南澳原是今云澳镇的古称，因该地最早有人聚居，故全岛依此得名。

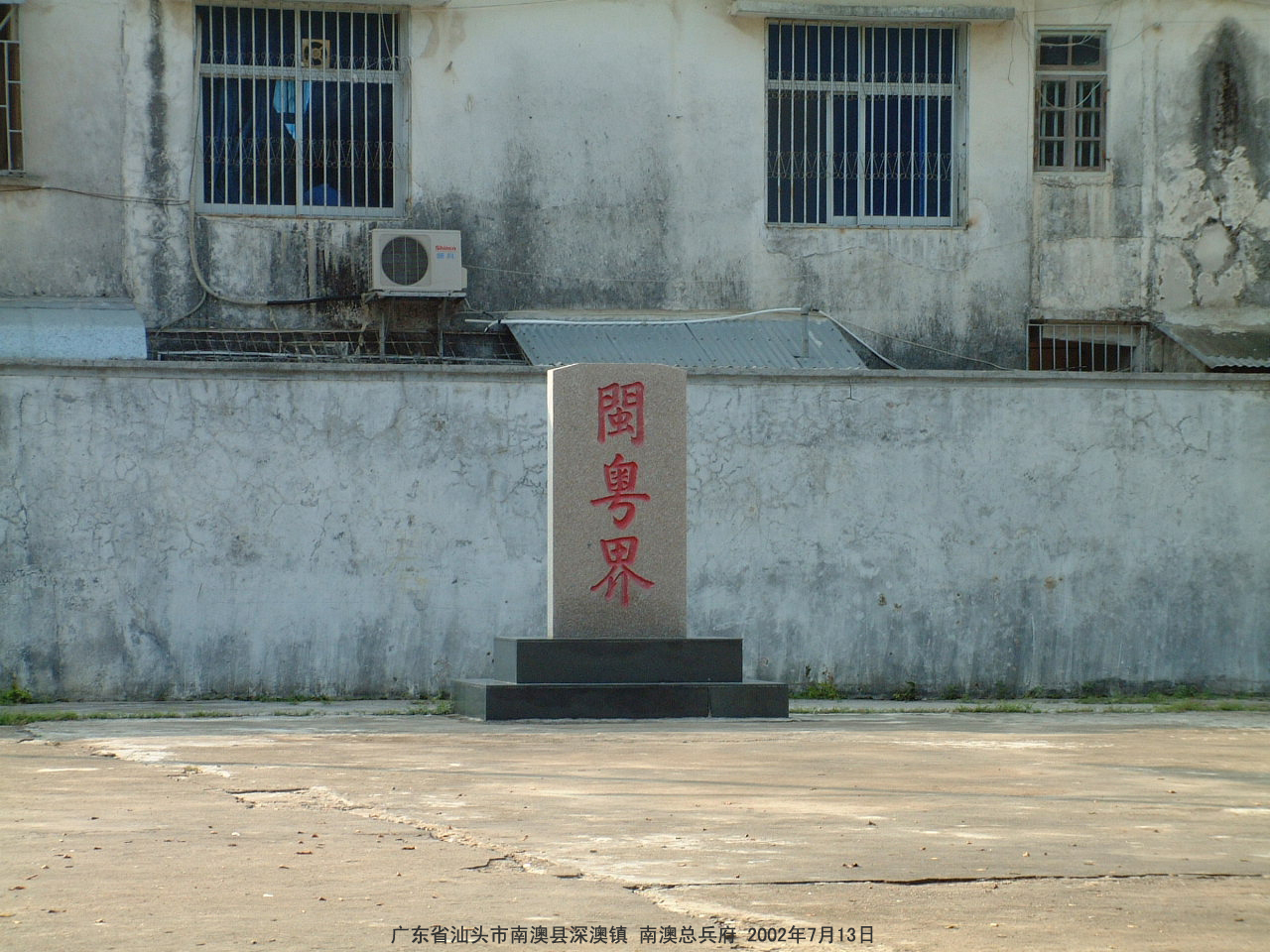
南澳岛上的闽粤界，历史上曾由两省分治

宋孝宗淳熙七年，广东常平提举杨万里集合数郡兵力，平定活跃于南澳岛一带的“海上剧寇”沈师。元初，南宋皇帝赵昺在宰相陆秀夫的扶持下退守至南澳岛上，如今岛上还有“宋井”“景亭”“太子楼”等遗迹。明朝洪武年间实施海禁政策，“徙澳民于内地”，加上南澳岛地处海上要冲，易受难攻，遂成为海盗的天然据点。嘉靖年间，海盗首领许朝光在在岛上建“许公城”和“许公陂”，自立为“澳长”，对商船“抽分”收税，称之为“买水”。同期的另一海盗首领吴平在岛上筑“吴平寨”，行劫于闽粤沿海，名将戚继光率三千士兵于山后方突袭，大获全胜，民间流传吴平败走前将大量财宝埋藏在岛上“潮涨淹不着，潮退淹三尺”的“金银岛”之中。有见及此，万历年间，朝廷于南澳岛上设总兵府，由闽、粤两省分治。清初，郑成功自福建南下入粤，在南澳岛招兵反清，今总兵府门外仍留存“郑成功招兵树”。康熙二十三年（1684年），清廷放松海禁，南澳岛上的海盗活动才告一段落。
中华人民共和国成立后，南澳岛被列为海防前线，需凭边防证进入，直至1984年才取消。

## 特产
南澳岛的代表性特产宅鱿、紫菜和金薯，被誉为“南澳三宝”‌。宅鱿是南澳岛出产的鱿鱼干货，因主产地为后宅镇而得名，以体大、肉厚、质嫩著称。紫菜在当地被叫做“神仙菜”，因南澳岛海域冷暖流交汇，水质含氮量高，使得紫菜味道鲜甜，口感爽脆。金薯则是南澳岛的气候与砂质土壤孕育出的特色农产品，口感松软，肉质甜润。

## 交通

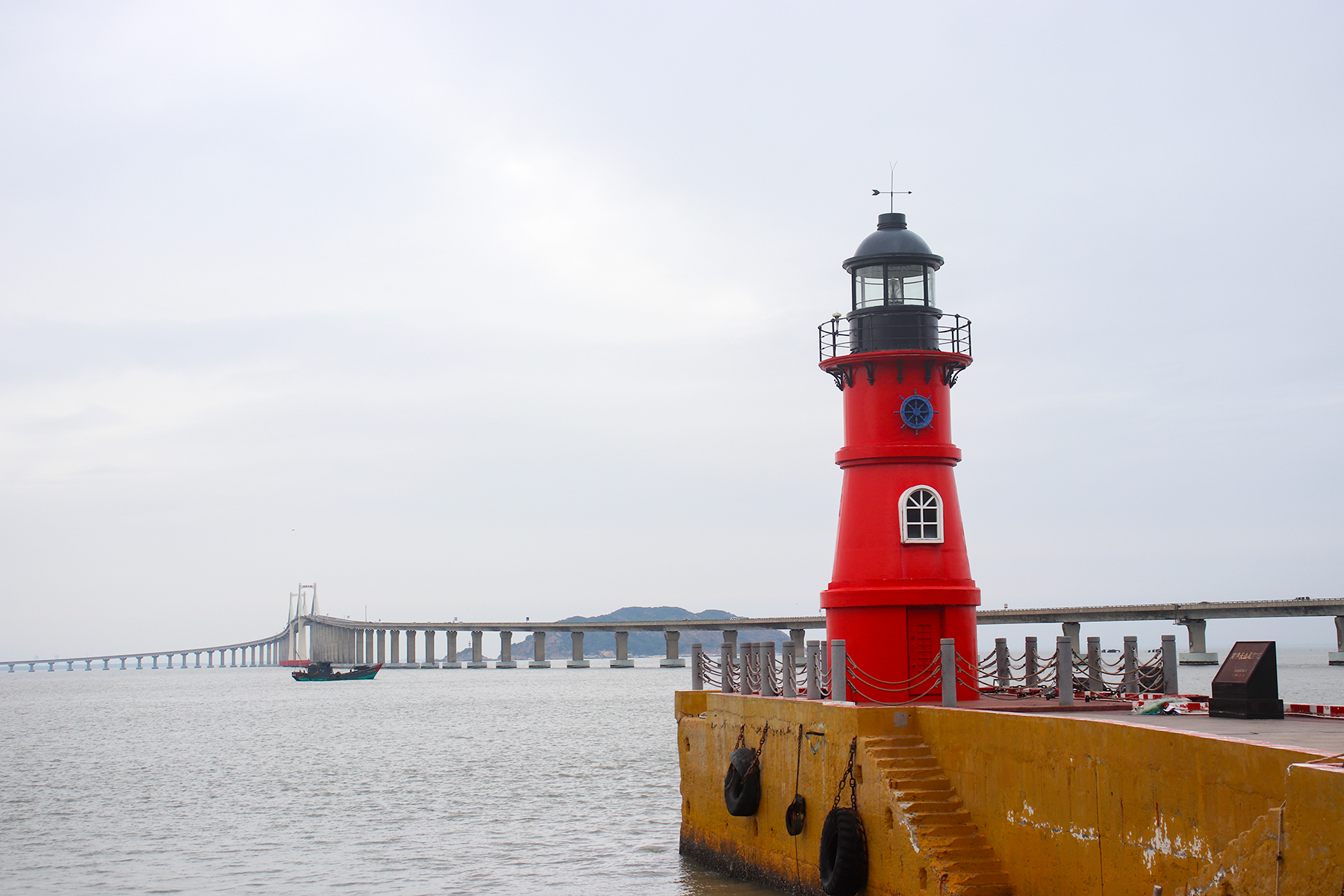
从长山尾灯塔远眺南澳大桥

过往，居民和游客主要通过莱长渡运航线，往来于澄海的莱芜渡口和南澳岛的长山尾渡口，船程约50分钟。于2015年建成通车、横跨汕头市澄海区与南澳岛的南澳大桥，是南澳岛唯一的对外陆路通道。